# Apashe
Pour l’article ayant un titre homophone, voir Apache.
John de Buck dit Apashe, né le 9 mai 1992 à Bruxelles, est un producteur de musique belge vivant actuellement à Montréal.

## Biographie
Lorsqu'il est jeune, Apashe fait ses premiers pas dans la musique grâce à sa sœur, après qu'elle a téléchargé un logiciel de composition sur l'ordinateur familial. Ayant certaines prédispositions du fait que son père soit musicien et qu'il a été initié tôt au solfège, il se met à y composer ses premiers morceaux. Il a fait ses études dans le son, et prévoyait de se diriger vers la postproduction, ingénierie, plutôt que vers le métier de musicien.
Apashe débute la musique en 2005. Mais il commence réellement en 2008 en faisant du breakcore, avant de passer par divers autres genres musicaux, dubstep, neurofunk, electro et trap. Il a été le premier artiste à signer dans le label Kannibalen Records en 2011. Apashe sort son premier EP Contamination en janvier 2012. Mais c'est à partir de 2014 que tout s'accélère pour lui, notamment au niveau du rythme de sortie de ses différents EP et albums. En effet, il commence par sortir en 2014 No Twerk (avec Odalisk et Panther), s'ensuivent de nombreux autres, puis un premier album Copter Boy en 2016, et son deuxième Renaissance en 2020. Certaines de ses créations ont également servi à accompagner les spots publicitaires de grandes franchises telles que Marvel, Netflix, NBA, Samsung, ou Fast & Furious pour ne citer qu'elles. Ses créations ont aussi servi à la conception sonore de l'arrière-plan de certains jeux vidéos tels que Assasin's Creed, Far Cry et Watch Dogs. Plus récemment, l'artiste électronique basée à Atlanta, Stephanie Laine, a produit un mélange entre Apashe, Swae Lee et Jhene Aiko.
Apashe est le créateur de son propre genre musical qu'il qualifie de « Majestic », c'est un mélange entre de la musique classique et de l'electro.

## Discographie

### Albums

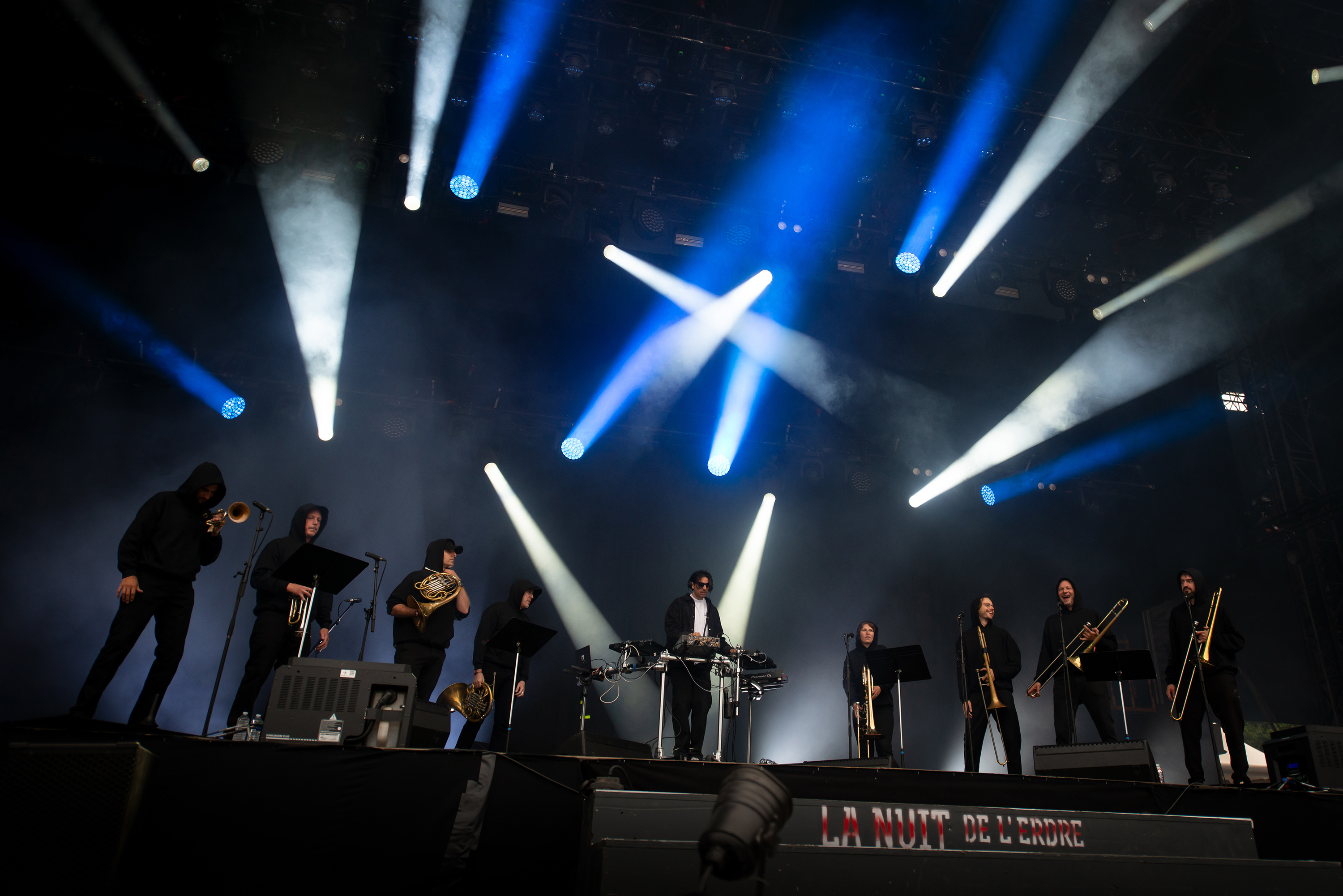
Apashe au festival La Nuit de l'Erdre, 2023.

- 2020 : Renaissance
- 2023 : Antagonist

### EP et Singles
- 2025 : "Duel of the Fates", "Lazarus Rise" feat Wasiu, "No Escape" feat Malaa, "ORATORES, BELLATORES, LABORATORES" feat Vladimir Cauchemar.
- 2022 : "I Killed The Orchestra (Remixes)", "RIP" feat Vladimir Cauchemar.

- 2021 : "I Killed The Orchestra EP, "Distance" (Buunshin Remix), "Distance" (KOAN Remix), "Distance" (Macky Gee Remix), "Distance" (Pushing Daizies Remix), "Distance" (Remixes), "Distance" (Volac Remix).

- 2020 : "Uebok" (ZoTlik Remix), "Малый повзрослел" (Apashe Remix),"Legend", "Behind My Eyes", "I'm Fine", "Work", "Dead", "Insane", "Uebok" (Gotta Run).

- 2019 : "Distance", "Annihilation", "The Good", "The Bad & The Fake".
- 2018 : "Requiem Remix EP", "Dies Irae" (Avance Remix), "Majesty" (Chuurch Remix), "Lacrimosa" (Figura x Don't Kill It Remix), "Majesty" (CloZee Remix), "Lacrimosa" (Code:Pandorum x TenGraphs Remix), "Dies Irae" (Signal Remix), "Replicants" (Kompany Remix), "Do It", "Replicants", "Requiem".
- 2017 : "Lilith" (Sullivan King Remix), "Supernova" (feat. Dope D.O.D.), "Day Dream" (Mantis Remix), "Fuck Boy" (Flechette Remix), "Fuck Boy" (Tony Romera Remix), "The Landing" (Tha Trickaz Remix), "Touch Down" (Goja Remix), "Bad Queens" (DISKORD Remix), "Day Dream" (Krimer Remix), "Fire Inside" (Ganja White Night Remix), "Jimmy Shake" (Bone N Skin Remix), "Kung Fu" (ill.GATES Remix), "Puttin' On The Ritz"(Kedzie Remix), "Take Off" (Dodge & Fuski Remix), "Take Off" (Mark Instinct Remix), "The Landing" (WiDE AWAKE Remix), "Unsafe" (Joe Ford Remix), "Touch Down" (Arius Remix).
- 2016 : "The Landing", "Fuck Boy", "No Twerk Instrumental", "Fire Inside", "Tank Girls Remixes", "Skeleton Dance".
- 2015 : "Tank Girls", "No Twerk VIP", "I'm A Dragon Remixes", "Trap Requiem", "I'm A Dragon", "Confess".
- 2014 :  "Battle Royale", "No Twerk", "Good Bye", "Golden Empire", "Battle Royale/Black Gold" (VIP and Remixes).
- 2013 : "Black Mythology.